# 植野伸一
植野 伸一（うえの しんいち、1954年2月17日 - ）は、日本の実業家。株式会社ADKホールディングス代表取締役社長、日本広告業協会副理事長を務めた。

## 経歴
栃木県出身。同志社大学商学部卒業後、旭通信社（現・ADKホールディングス）入社。
営業局長、執行役員関西支社長、同コーポレート本部長などを経て2008年取締役執行役員、2012年取締役常務執行役員、2013年3月代表取締役社長に就任。
日本広告業協会副理事長も務めた。
2022年10月19日、ADKホールディングスなど2社が2020年東京オリンピック大会組織委員会の高橋治之元理事に対する贈賄を行った容疑で東京地検特捜部に逮捕され、同日付で代表取締役社長を退任した。11月9日に贈賄罪で起訴された。2023年1月23日、東京地裁は植野の保釈を認める決定を出した。保釈保証金は3千万円で、即日納付された。東京地検は決定を不服として準抗告したが、地裁の別の裁判官らがこれを棄却し、同日中に保釈された。2月17日に東京地裁で開かれた初公判で「間違いありません」と起訴内容を認めた。5月16日の公判で検察側は「（部下の）報告を了解するにとどまらず指示した。責任は最も重い」として懲役2年を求刑した。7月12日、東京地裁は懲役2年、執行猶予4年の有罪判決を言い渡した。同地裁の友重雅裕裁判長は、植野が部下2人の報告を受けて指示を出していたほか、高橋元理事に自らも依頼をしていたと指摘。「経営トップとして主導的な役割を果たしていた」と断じ、刑事責任はより重いとした。植野側は起訴内容を認める一方、資金提供に関する違法性の認識が「乏しかった」と主張していたが、友重裁判長は部下2人の供述などから、植野被告に違法性の認識があったと認定し.「不合理な弁解を重ね、部下に不当な非難を浴びせて責任をなすりつける態度に終始し、反省の態度が見いだせない」と指摘した。